# Camí del Torró
El Camí del Torró és un jaciment arqueològic al municipi de Sant Pere de Riudebitlles (l'Alt Penedès), inclòs a l'Inventari del Patrimoni Arqueològic i Paleontològic de Catalunya.
Es tracta de un taller de sílex del Paleolític superior. És un terreny erm dalt de un promontori proper al torrent del Torró. La presència de restes de calitx adherides a la indústria lítica, podrien indicar l'existència de un paleosòl. Va a ser descobert per A. Freixas, membre del grup arrels de Sant Pere de Riudebitlles, durant unes prospeccions l'any 1983. Les úniques troballes fetes han estat elements d'indústria lítica, dels que destaquen algunes ascles, un burí, un gratador, força nuclis de talla asclar.